# Lại Thanh Hà
Lại Thanh Hà (sinh năm 1965, tên Mỹ: Thanhha Lai) là một nhà văn Mỹ gốc Việt, tác giả của các cuốn sách nổi tiếng dành cho trẻ em. Cô đã giành được Giải thưởng Sách Quốc gia Mỹ (National Book Awards) năm 2011 về văn học dành cho giới trẻ  và huân chương Newbery  của HarperCollins với cuốn tiểu thuyết đầu tay, Inside Out & Back Again (Đi rồi cũng quay về).

## Cuộc sống cá nhân
Lại Thanh Hà sinh tại Việt Nam. Năm 1975, trong khi Sài Gòn thất thủ, cô cùng gia đình lên một chiếc thuyền để rời khỏi Việt Nam. Đến Alabama, cô không biết tiếng Anh và bắt đầu hội nhập với cuộc sống ở Mỹ.
Cô tốt nghiệp Đại học Texas ở Austin với bằng báo chí và bắt đầu sáng tác. Từ năm 1988, cô đã làm việc hai năm cho tờ báo Orange County Register ở Quận Cam, California. Sau đó, cô có bằng Thạc sĩ Mỹ thuật của trường Đại học New York và tới định cư ở New York, nơi cô đang giảng dạy tại Trường thiết kế Parsons.
Cô và chồng là Henri Omer đã có một đứa con gái.

## Sự nghiệp
Cho đến nay, tác phẩm đầu tay của nữ nhà văn này nhưng đã đủ đưa tên tuổi của cô trở thành một nhà văn nổi tiếng, đó là tác phẩm Inside Out & Back Again (Đi rồi cũng quay về). Trong Inside Out & Back Again, cô kể câu chuyện của một bé gái 10 tuổi rời gia đình, quê hương đến Hoa Kỳ. Bước vào một thế giới mới tại bang Alabama, nhưng đến một lúc nào đó, nội tâm của một cô gái phương Đông vẫn cưỡng lại và bí mật quay về thế giới của mình bằng những ký ức mơ hồ nhưng đầy ám ảnh. Trong ký ức của mình, nhà văn kể về người cha đã qua đời vì chiến tranh, còn người mẹ đã phải làm tất cả mọi thứ để có thể nuôi dạy sáu đứa con trai và ba đứa con gái trong hoàn cảnh vô cùng khắc nghiệt.
Ban đầu, cũng chẳng dễ dàng gì đối với một phụ nữ nhập cư tập tành viết văn. Bản thảo đầu tiên của tác phẩm đã bị hơn chục nhà xuất bản từ chối, chỉ cho đến khi nhà sách HarperCollins quyết định nhận ấn hành. Cô cũng đã có tuyển tập thơ và văn xuôi Watermark: Vietnamese American poetry & prose (1998). Giờ thì Lại Thanh Hà là một cái tên khá thu hút trong giới viết văn với nhiều độc giả đang chờ đón tác phẩm tiếp theo sẽ ra đời trong khoảng thời gian tới.